# Kamieńczyk (województwo dolnośląskie)
Kamieńczyk (do 1945 r. niem. Steinbach) – wieś w Polsce położona w województwie dolnośląskim, w powiecie kłodzkim, w gminie Międzylesie.

## Położenie
Kamieńczyk - położony w południowo-zachodniej Polsce, w południowej części Gór Bystrzyckich, na wysokości od 500 do 670 m n.p.m., około 4,5 km na południowy zachód od centrum miejscowości Międzylesie.

## Podział administracyjny
W latach 1975–1998 miejscowość położona była w województwie wałbrzyskim.

## Historia
Jako miejscowość była wzmiankowana już w 1267 lub 1269 roku. Wieś założona w 2. połowie XVI w. przez braci Dawida i Michała Tschirnhausów, a w 1564 roku wymieniana była jako posiadłość rycerska. Do XVII wieku w okolicy eksploatowano rudy metali, które wytapiano w miejscowej hucie. W dolnej części wsi znajdują się pozostałości wyrobisk górniczych po nieczynnych dwóch kamieniołomach. Pod koniec XIX wieku Kamieńczyk liczył ponad 500 mieszkańców, później z biegiem lat wieś zaczęła się wyludniać, obecnie (III 2011 r.) liczy 63 mieszkańców. W latach 40. XX wieku w pięknym budynku mieściła się strażnica Wojsk Ochrony Pogranicza (WOP), po której nie ma już śladu. Do 1958 roku przy drodze w pobliżu kościoła stała remiza strażacka z wysoką drewnianą więżą pokrytą deskami, obecni na miejscu tym jest niewielki parking.
Największym zabytkiem jest drewniany kościółek o cechach barokowych, kryty gontem, jeden z czterech podobnych na ziemi kłodzkiej, który został wzniesiony w 1710 r. jako kościół pogrzebowy na miejscowym cmentarzu. Cmentarz nie jest od ponad pół wieku użytkowany. Znajduje się tu jednak kilkanaście grobów sprzed roku 1945 z porcelanowymi tablicami i różnokolorowymi inskrypcjami, w większości w języku niemieckim.
Do lat 60. XX wieku działały we wsi dwie kuźnie miechowe, młyn wodny, którego budynki znajdowały się na początku wsi przy tunelu po prawej stronie drogi. Jedne z pierwszych rodzin, które osiedliły się po II wojnie światowej w Kamieńczyku, to: Aksamitowie, Puziowie, Zubkowie, Harasińscy, Kozinowie, a jedyną niewysiedloną rodziną Niemców sudeckich była rodzina Braunerów, która w latach 50. XX wieku wyjechała do RFN.

## Opis miejscowości
Stara, górska, niewielka, przygraniczna, wieś łańcuchowa, rozciągnięta na długości ponad 3 km, położona między grzbietami ze wzniesieniami Kamyka (721 m n.p.m.) po północnej stronie, a Kamieńczyka (702 m n.p.m.) i Granicznego Wierchu (711 m n.p.m.) po południowej stronie, w górskiej dolinie nad rzeką Kamionka. Zabudowa wsi składa się z zabudowań gospodarczo-mieszkalnych o luźnym układzie zabudowań rozlokowanych na wysokości od 500 do 680 m n.p.m. wzdłuż drogi po obu stronach. Jest to wieś zanikająca, większość zabudowań jest w złym stanie a wiele domów przestało już istnieć, po których zostały ruiny lub tylko szczątki fundamentów porośnięte samosiewem. Przez wieś przepływa potok górski i przebiega droga ze Smreczyny do turystycznego przejścia granicznego. Jest to wieś, o charakterze rolniczym. Wokół wsi rozciągają się rozległe użytki rolne i półdzikie górskie łąki, leżące głównie na zboczach otaczających wieś wzniesieniach. W bezpośrednim otoczeniu nie występują lasy, niewielkie pasy zieleni z drzew liściastych występują w formie przydomowych nasadzeń oraz samosiewów wzdłuż potoków i miedz. Od południa nad wsią dominuje wzniesienie Kamieńczyk, a od północy niewysoki długi grzbiet ułożony równolegle do wsi, i odchodzący w kierunku wschodnim od wzniesienia Kamyk. Na początku wsi znajduje się nasyp kolejowy, wykonany w poprzek doliny potoku Kamieńczyk dla linii kolejowej Wrocław – Praga przez Lichkov, w którym to wykonano cztery tunele w obudowie kamiennej: trzy komunikacyjne i jeden wodny. Tunel murowany z bloków kamiennych, przez który prowadzi droga, groził zawaleniem, w związku z czym w latach 90. XX wieku został zabezpieczony przez inż. Andrzeja Gustawa obudową podporową ŁP (żelazne łuki podatne) i wówczas mur kamienny pokryto warstwą betonowego torkretu. We wsi zachowało się jeszcze kilka chat budownictwa sudeckiego z gankami typu kłodzkiego z końca XVIII w., będących przykładem budownictwa wiejskiego, kamienny pomnik z początku XX w. z tablicą upamiętniającą poległych na wojnie żołnierzy – mieszkańców wsi oraz drewniana kapliczka przydrożna z figurką Madonny, oraz kościół filialny pw. św. Michała Archanioła. Wewnątrz w całości zachowane oryginalne wyposażenie barokowe: ołtarz z 1720 roku (który w 1740 roku przeniesiono z pobliskiego Lichkova), ambona z 1754 r. oraz ludowe rzeźby: św. Anny Samotrzeci z połowy XVIII wieku, Madonny (Czesmatka) z 1. połowy XIX wieku oraz drewniany świecznik z Madonną w glorii.

## Zabytki
Do wojewódzkiego rejestru zabytków wpisane są obiekty:
- kościół filialny pw. św. Michała Archanioła, drewniany o cechach barokowych z 1710 roku[6]
- dom nr 9, drewniany, z XIX w.
- dom nr 10, drewniany, z początku XIX w.[7].

Inne zabytki:
- kamienna rzeźba przed kościołem – Ukrzyżowanie z II połowy XVIII w.
- ludowe rzeźby i obrazy malowane na szkle stanowiące ciekawy układ plastyczny.

## Miejsca warte uwagi
- przydrożna kapliczka.
- chaty budownictwa sudeckiego z gankami typu kłodzkiego z końca XVIII wieku.
- stary nieczynny młyn wodny. Obecnie po zabudowaniach młyna zostały tylko fundamenty.
- nasyp kolejowy i tunele kamienne.
- panorama z Kamyka na Masyw Śnieżnika, Marię Śnieżną (Igliczna) i klasztor w Králikach.
- dolina potoku Kamionka.
- miejsce widokowe na żółtym szlaku przy kościele z rozległą panoramą Wysoczyzny Międzyleskiej i Masywu Śnieżnika
- wyrobiska po eksploatacji kamienia.

## Szlaki turystyczne
Przez wieś prowadzą szlaki turystyczne:
- żółty - prowadzący z Międzylesia do przejścia granicznego i dalej,
- zielony - prowadzący wzdłuż granicy z Masywu Śnieżnika do Niemojowa.

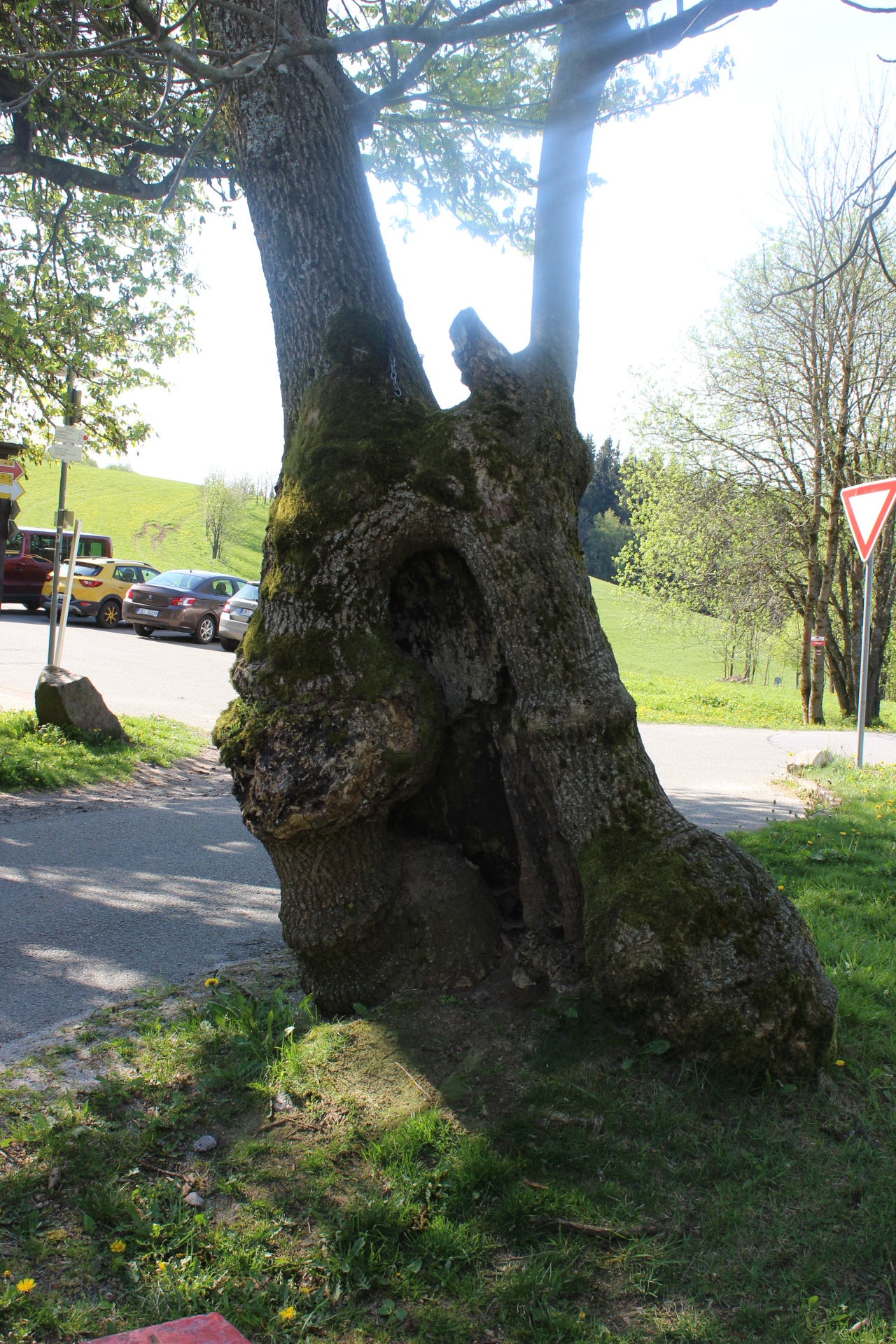
Drzewo
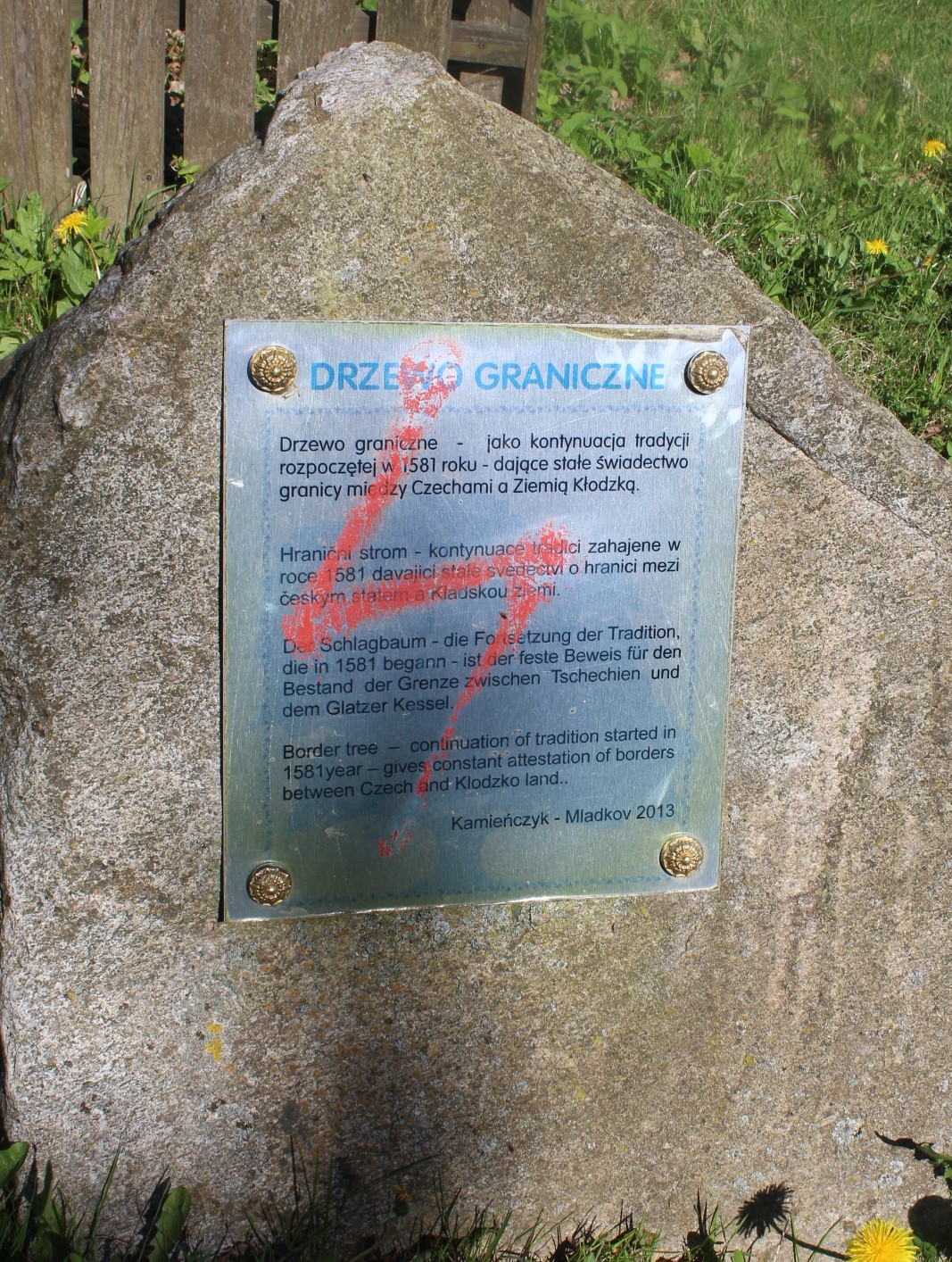
Tablica
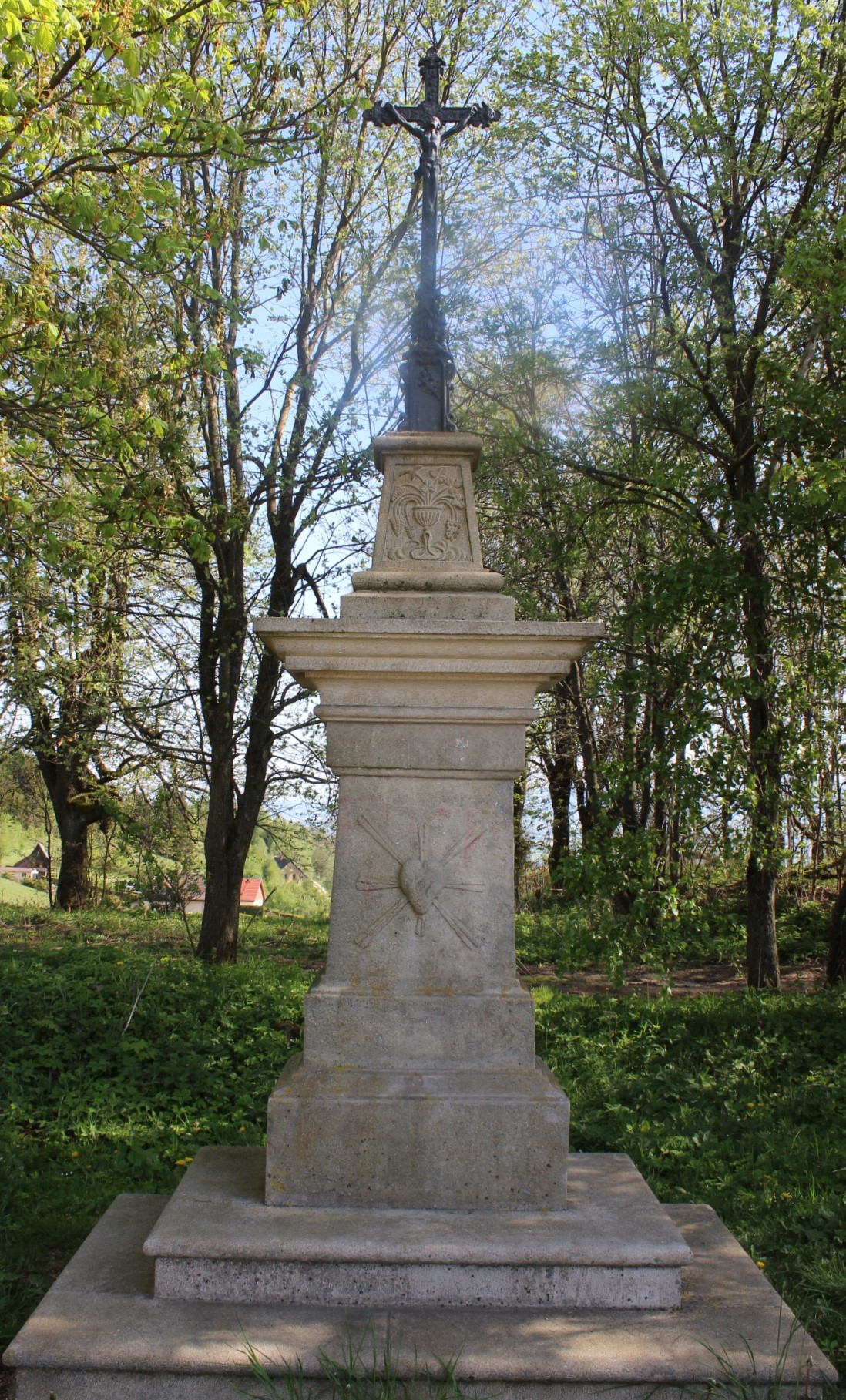
Krzyż
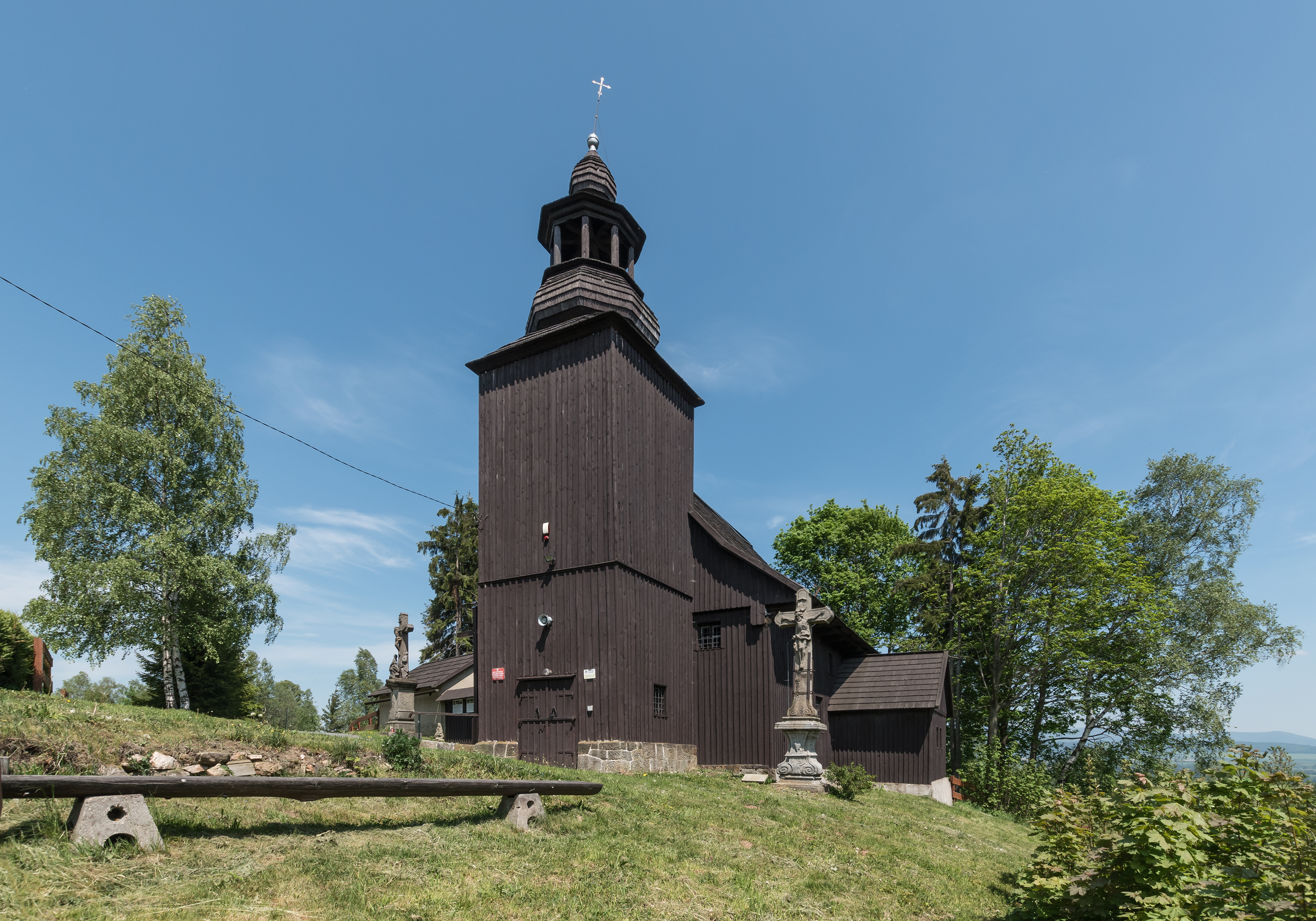
Kościół św. Michała Archanioła
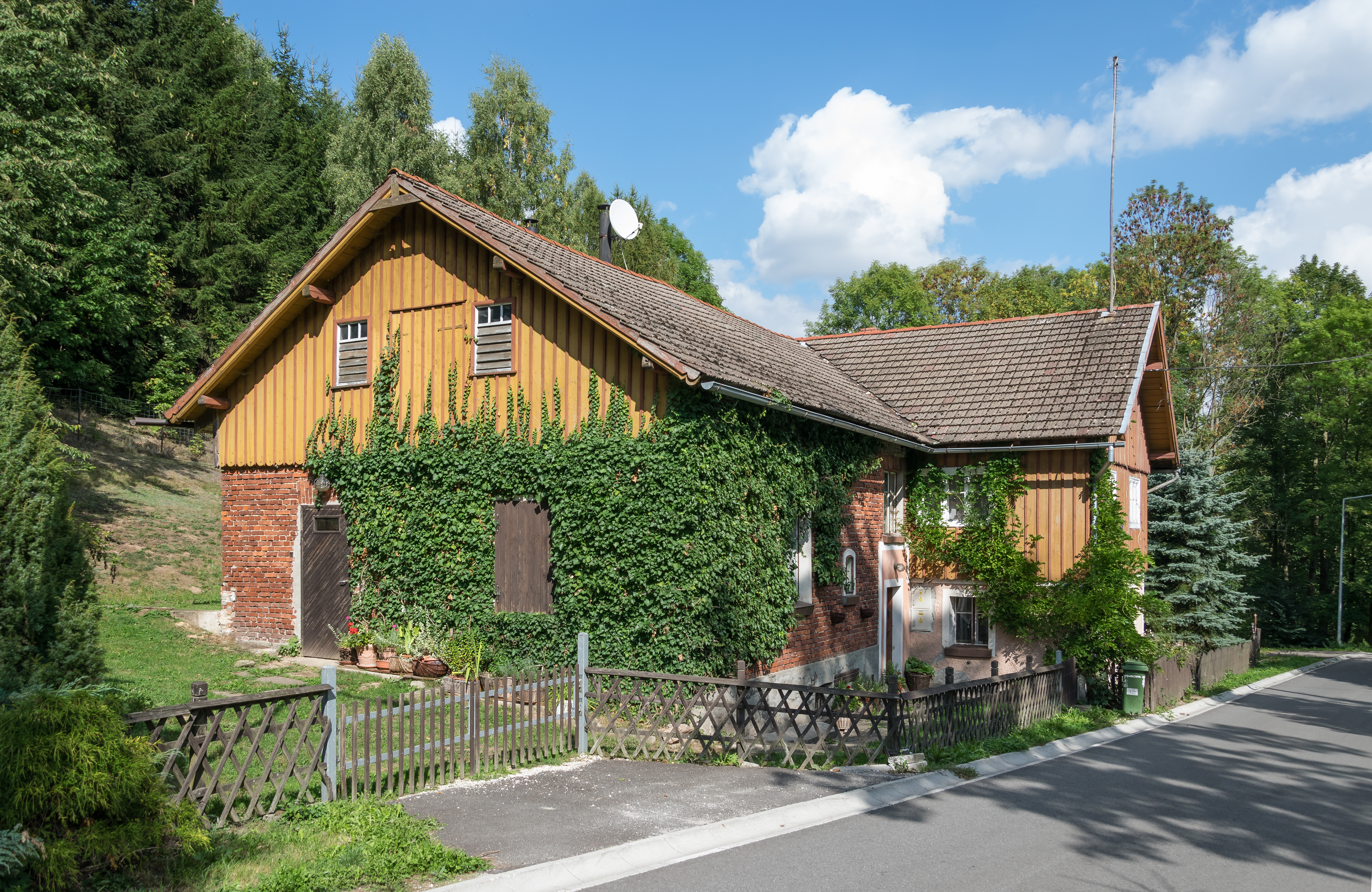
Zabytkowy dom nr 9
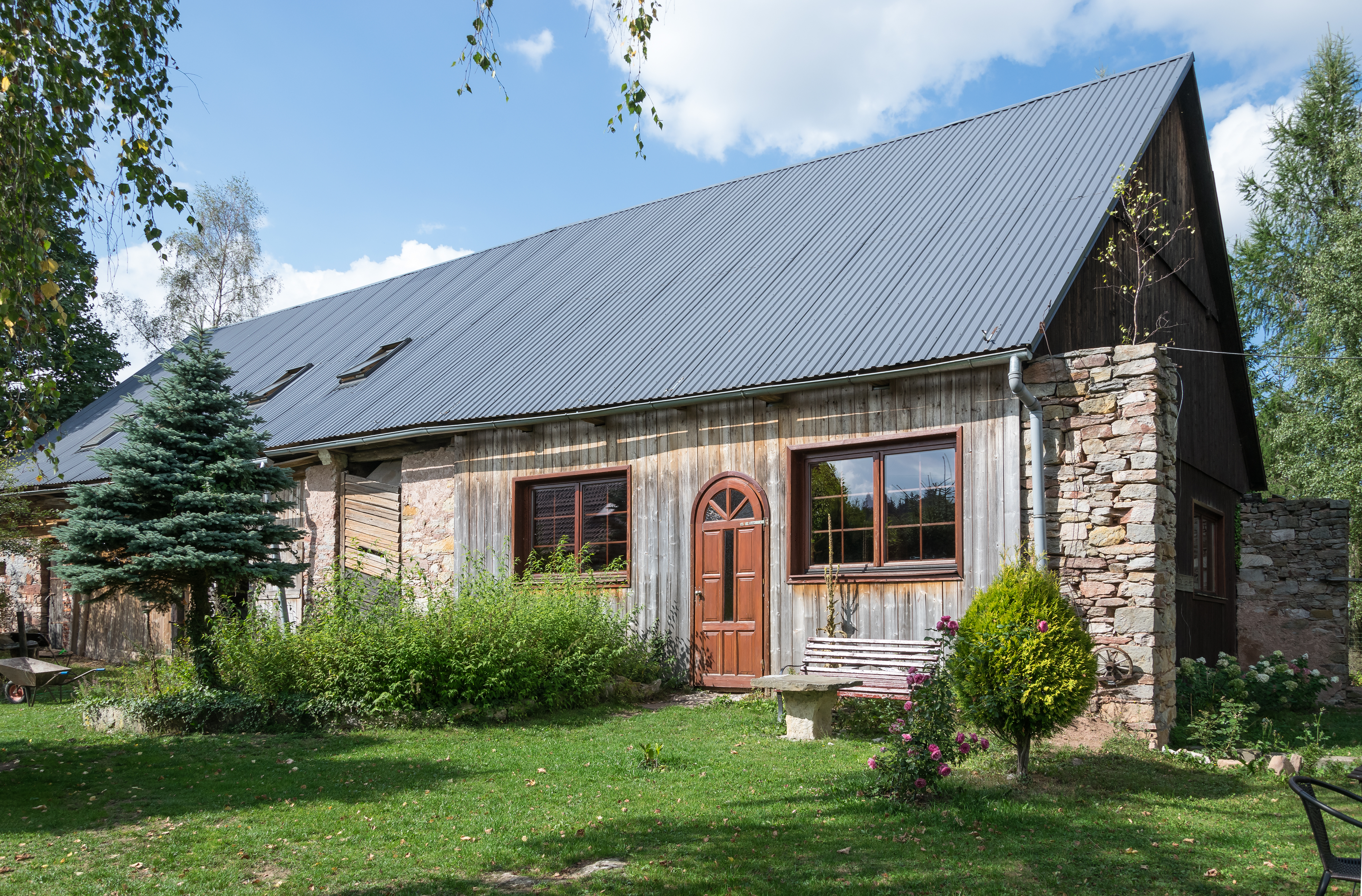
Dom nr 10
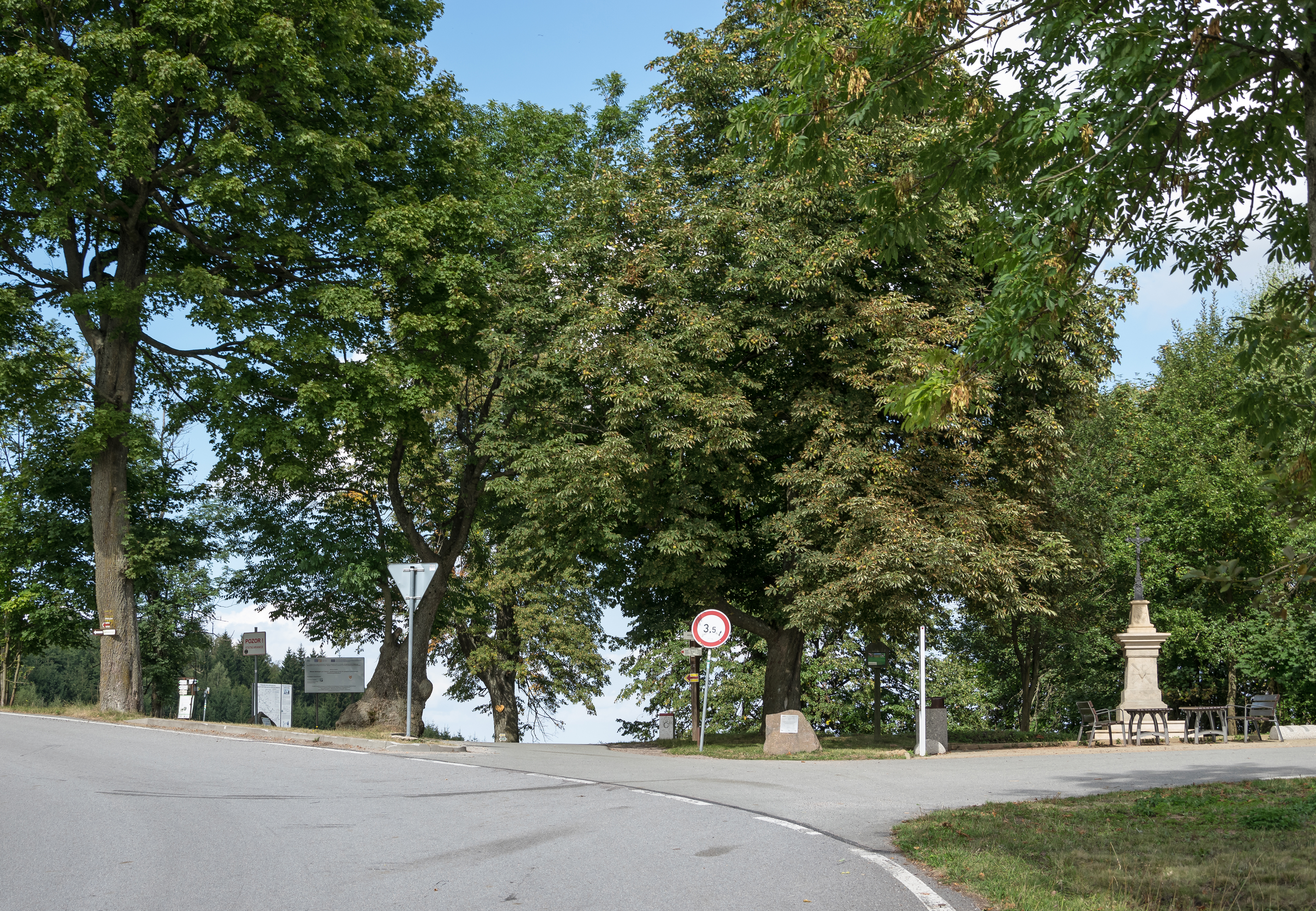
Przejście graniczne Kamieńczyk-Mladkov